# Římskokatolická farnost Hovězí
Římskokatolická farnost Hovězí je územní společenství římských katolíků s farním kostelem svaté Maří Magdalény v děkanátu Vsetín. 

## Historie farnosti
První zmínka o katolickém kostele pochází z roku 1688 , podle jiných údajů z roku 1734. Nejstarší záznamy hovoří o maličkém dřevěném kostele, který byl údajně za náboženských bouří několikrát vypálen a pravděpodobně tak na přelomu 17. a 18. století padl za oběť náboženské nesnášenlivosti. V roce 1733 byl postaven nový kamenný chrám v novorománském stylu s obloukovitě klenutými okny i vchody. Největší zásluhu na jeho postavení má majitel zdejšího panství hrabě Mikuláš Illesházy, který se stal rovněž jeho patronem.
V roce 1890 začala kvůli špatnému technickému stavu celková přestavba kostela. Novogotický kostel tak vznikl nadstavbou na původní, vybudováním dnešní věže, oken, rovného dřevěného stropu, věžičky a dnes užívaných vchodů.

## Duchovní správci
Farnost Hovězí řídilo celkem 17 farářů včetně stávajícího, například Jan Daněk, Metoděj Směták, Ferdinand Matušů nebo Jan Soldán, který zde působil 43 let. Farářem je k lednu 2018 R. D. Mgr. Vlastimil Vaněk.

## Bohoslužby
| Kostel               | Místo  | Bohoslužba (den)                          | Hodina | Poznámka     |
| -------------------- | ------ | ----------------------------------------- | --- | ------------ |
| svaté Maří Magdalény | Hovězí | neděle pondělí úterý čtvrtek pátek sobota | 8.00, 11.00 16.45 (zimní čas)/18.00 (letní čas) 8.00 16.45 (zimní čas)/18.00 (letní čas) 16.45 (zimní čas)/18.00 (letní čas) 8.00 | farní kostel |

## Aktivity ve farnosti
Na území farnosti se pravidelně pořádá tříkrálová sbírka. V roce 2017 se při ní v Hovězí vybralo 93 206 korun.  O rok později činil výsledek sbírky 103 557 korun.
Každoročně se ve farnosti koná Noc kostelů. 
Jednou za dva měsíce vychází farní věstník.